# 行政評価局
行政評価局（ぎょうせいひょうかきょく、英語: Administrative Evaluation Bureau）は、総務省の内部部局の一つで、政府のレビュー機能として、政策評価の推進、行政評価局調査や行政相談を行う部局である。管区行政評価局を統括する。

## 職務
- 政策評価（国家行政組織法第2条第2項 及び内閣府設置法（平成11年法律第89号）第5条第2項の規定による評価をいう。以下同じ。）に関する基本的事項の企画及び立案並びに政策評価に関する各府省の事務の総括に関すること。
- 各府省の政策について、統一的若しくは総合的な評価を行い、又は政策評価の客観的かつ厳格な実施を担保するための評価を行うこと。
- 各行政機関の業務の実施状況の評価（当該行政機関の政策についての評価を除く。）及び監視を行うこと。
- 各府省の政策及び各行政機関の評価及び監視に関連して、次に掲げる業務の実施状況に関し必要な調査を行うこと。
  - 独立行政法人の業務
  - 法律により直接に設立される法人又は特別の法律により特別の設立行為をもって設立すべきものとされる法人の業務
  - 特別の法律により設立され、かつ、その設立に関し行政官庁の認可を要する法人（その資本金の二分の一以上が国からの出資による法人であって、国の補助に係る業務を行うものに限る。）の業務
  - 国の委任又は補助に係る業務
- 行政評価等に関連して、地方自治法（昭和22年法律第67号）第2条第9項第1号に規定する第1号法定受託事務に該当する地方公共団体の業務（各行政機関の業務と一体として把握される必要があるものに限る。）の実施状況に関し調査を行うこと。
- 各行政機関の業務、前2項目に規定する地方公共団体の業務に関する苦情の申出についての必要なあっせんに関すること。
- 行政相談委員に関すること。

## 組織

### 局長

#### 現在の局長
| 氏名   | 就任日       | 前職                     | 出身省庁 |
| ------ | ------------ | ------------------------ | -------- |
| 菅原希 | 2023年7月7日 | デジタル庁統括官付審議官 | 総務庁   |

#### 歴代の局長
| 氏名     | 就任日        | 前職                                                                                              | 後職 | 出身省庁   |
| -------- | ------------- | ------------------------------------------------------------------------------------------------- | --- | ---------- |
| 塚本壽雄 | 2001年1月6日  | 総務庁行政監察局長                                                                                | 退官 | 行政管理庁 |
| 田村政志 | 2003年1月7日  | 自治大学校長                                                                                      | 退官 | 自治省     |
| 福井良次 | 2005年8月15日 | 総務省大臣官房審議官（行政評価局担当）                                                            | 内閣官房内閣審議官（内閣官房副長官補付）                                                                                   | 行政管理庁 |
| 熊谷敏   | 2006年7月21日 | 総務省大臣官房総括審議官                                                                          | 退官 | 行政管理庁 |
| 関有一   | 2007年7月6日  | 総務庁関東管区行政評価局長                                                                        | 退官 | 行政管理庁 |
| 田中順一 | 2009年7月14日 | 総務省大臣官房長                                                                                  | 総務省人事・恩給局長 | 行政管理庁 |
| 新井英男 | 2011年8月26日 | 総務省大臣官房審議官（行政評価局担当） （併）総務省行政評価局年金記録確認中央第三者委員会事務室長 | 内閣官房行政改革推進室長 内閣官房行政改革実行本部事務局次長                                                                | 行政管理庁 |
| 宮島守男 | 2012年9月11日 | 関東管区行政評価局長                                                                              | 内閣官房内閣審議官（内閣官房副長官補付） （命）内閣官房行政改革推進本部事務局長 内閣府大臣官房行政改革関係組織検討準備室長 | 行政管理庁 |
| 渡会修   | 2013年6月28日 | 総務省大臣官房審議官（行政評価局担当） （併）財務省大臣官房審議官                                 | 退官 | 行政管理庁 |
| 新井豊   | 2015年1月16日 | 総務省大臣官房審議官（行政評価局担当）                                                            | 総務省政策統括官 | 行政管理庁 |
| 讃岐建   | 2016年6月17日 | 総務省大臣官房審議官（行政評価局担当） 財務省大臣官房審議官（大臣官房担当）                       | 退官 | 行政管理庁 |
| 白岩俊   | 2019年7月5日  | 大臣官房審議官（行政評価局担当） 併任 財務省大臣官房審議官（大臣官房担当）                        | 行政管理局長 | 総務庁     |
| 清水正博 | 2021年7月1日  | 内閣府公益認定等委員会事務局長 併任 内閣府大臣官房公益法人行政担当室長                            | 退官 | 総務庁     |

### 審議官
定数は2名。

### 総務課
局の所掌事務の総合調整を行っている。
所掌
総務省組織令（平成31年3月29日政令第80号）第41条に所掌事務が規定されている。
```
（総務課の所掌事務）
第41条 総務課は、次に掲げる事務をつかさどる。
一 行政評価局の所掌事務に関する総合調整に関すること。
二 前号に掲げるもののほか、行政評価局の所掌事務で他の所掌に属しないものに関すること。
```

### 企画課
局の所掌事務に関する総合的な政策の企画・立案や情報収集・分析、職員研修等を行う。
所掌
総務省組織令（平成31年3月29日政令第80号）第41条2項に所掌事務が規定されている。
```
（企画課の所掌事務）
第41条2項 企画課は、次に掲げる事務をつかさどる。
一 行政評価局の所掌事務に関する総合的な政策の企画及び立案に関すること。
二 政策評価審議会の庶務に関すること。
```

### 政策評価課
各府省における政策評価の適切な実施の推進、政策評価の結果の予算等への反映の推進、政府全体の政策評価の実施状況 等の取りまとめ・公表、政策評価に関する全政府的な研修の実施等の業務を通じて政策評価制度の推進を図っている。
所掌
総務省組織令（平成31年3月29日政令第80号）第42条に所掌事務が規定されている。
```
（政策評価課の所掌事務）
第42条 政策評価課は、次に掲げる事務をつかさどる。
一 
政策評価
に関する基本的事項の企画及び立案並びに政策評価に関する各府省の事務の総括に関すること。
二 政策評価の客観的かつ厳格な実施を担保するための評価の実施に関する基本的事項の企画及び立案並びにその実施の調整に関すること。
```

### 行政相談企画課
行政相談制度に関する企画・立案、行政相談委員に関する業務等を行っている。
所掌
総務省組織令（平成31年3月29日政令第80号）第43条に所掌事務が規定されている。
```
（行政相談企画課の所掌事務）
第43条 行政相談企画課は、次に掲げる事務をつかさどる。
一 各行政機関の業務、第6条第4号に規定する業務及び同条第5号に規定する
地方公共団体
の業務に関する苦情の申出についての必要なあっせんに関する基本的事項の企画及び立案に関すること。
二 
行政相談委員
に関すること。
```

### 評価監視官
7名。行政評価局調査を行っている。

## 地方支分部局
- 北海道管区行政評価局
  - 函館行政監視行政相談センター
  - 旭川行政監視行政相談センター
  - 釧路行政監視行政相談センター
- 東北管区行政評価局
  - 青森行政監視行政相談センター
  - 岩手行政監視行政相談センター
  - 秋田行政監視行政相談センター
  - 山形行政監視行政相談センター
  - 福島行政監視行政相談センター
- 関東管区行政評価局
  - 茨城行政監視行政相談センター
  - 栃木行政監視行政相談センター
  - 群馬行政監視行政相談センター
  - 千葉行政監視行政相談センター
  - 東京行政評価事務所
  - 神奈川行政評価事務所
  - 新潟行政評価事務所
  - 山梨行政監視行政相談センター
  - 長野行政監視行政相談センター
- 中部管区行政評価局
  - 富山行政監視行政相談センター
  - 石川行政評価事務所
  - 岐阜行政監視行政相談センター
  - 静岡行政監視行政相談センター
  - 三重行政監視行政相談センター
- 近畿管区行政評価局
  - 福井行政監視行政相談センター
  - 滋賀行政監視行政相談センター
  - 京都行政監視行政相談センター
  - 兵庫行政評価事務所
  - 奈良行政監視行政相談センター
  - 和歌山行政監視行政相談センター
- 中国四国管区行政評価局
  - 鳥取行政監視行政相談センター
  - 島根行政監視行政相談センター
  - 岡山行政監視行政相談センター
  - 山口行政監視行政相談センター
- 四国行政評価支局
  - 徳島行政監視行政相談センター
  - 愛媛行政監視行政相談センター
  - 高知行政監視行政相談センター
- 九州管区行政評価局
  - 佐賀行政監視行政相談センター
  - 長崎行政監視行政相談センター
  - 熊本行政評価事務所
  - 大分行政監視行政相談センター
  - 宮崎行政監視行政相談センター
  - 鹿児島行政監視行政相談センター
- 沖縄行政評価事務所